# Тамара Миленковић Керковић
Тамара Миленковић Керковић (Ниш, 28. јануар 1965) je српска правница и политичарка, редовни професор на Економском факултету Универзитета у Нишу. Оснивач и копредседница Платформе за Србију.

## Биографија
Основне студије завршила је на Правном факултету Универзитета у Нишу, док је магистарске и докторске студије завршила на Правном факултету Универзитета у Београду. На Економском факултету Универзитета у Нишу ради од 1992. године, где је после свих сарадничких и наставничких звања 2014. године изабрана у научно звање редовни професор за научну област Трговинско право. Ужа област интересовања и научног рада Миленковић Керковић су уговори трговинског права, франшизинг, факторинг, банкарско право, заштита потрошача, женско предузетништво, медијација и право финансијских институција.
Има значајно међународно искуство са више пост-докторских и пројектних боравака на престижним институцијама у Италији (UNIDROIT), Француској, Мађарској, Пољској, Грчкој, Словенији и на Кипру. Аутор је шест уџбеника и монографија, и више од стотину научних радова. Аутор је одредаба за уговор о франшизингу и факторингу у Нацрту Грађанског законика Републике Србије, а у области франшизног пословања има значајно практично искуство у увозу страних и стварању домаћих франшизиних система.
Говори енглески и грчки језик. Живи и ради у Нишу и има кћерку Настасју.

## Политичка каријера
Од 2022. до 2024. године, била је народни посланик у Народној скупштини Републике Србије.
Од 2024. је одборница у Скупштини Града Ниша.
Оснивач и копредседница Платформе за Србију.